# Dhirāʿ
Dhirāʿ (arabisch ذراع, DMG ḏirāʿ ‚Elle‘) war ein arabisches Längenmaß, das in zahlreichen islamischen Ländern und in Griechenland verwendet wurde. In der Türkei schrieb man das Maß Diraa/Draa und es wurde auch mit Pik bezeichnet.
Im Arabischen gab es eine Vielzahl von Ellen. Ausgangspunkt aller Berechnungen ist die Elle des Nilometer von Roda aus dem Jahre 861. Diese Elle misst 54,04 Zentimeter. Dies ist die abbasidische Schwarze Elle.
Es folgen nun nach den Angaben von Walther Hinz die einzelnen Ellenmaße in alphabetischer Reihenfolge:
- Dhirāʿ al-ʿamal, ägyptische „praktische Elle“, entsprach der Hāschimī-Elle = 66,5 cm.
- adh-Dhirāʿ al-ʿāmma, „gewöhnliche Elle“, entspricht wahrscheinlich der Schwarzen Elle = 54,04 cm.
- adh-Dhirāʿ al-baladīya, nach Messungen war sie 58,26 cm, entsprach also dem Pik und der Kairiner Tuch-Elle = 58,26 cm.
- Dhirāʿ al-barīd, Postelle, identisch mit der kanonischen Elle = 49,875 cm
- Dhirāʿ al-bazz, Tuch-Elle, im Levantehantel vornehmlich als Pik bekannt. Sie unterschied sich sehr stark von Stadt zu Stadt: Kairo und Alexandria 58,187 cm, Damaskus 63,035 cm, Haleb 67,7 Zentimeter, Tripoli (Libanon) 64 cm, Jerusalem maß die Tuchelle 64,77 cm, Bagdad im 19. Jahrhundert 80,26 cm.
- adh-Dhirāʿ al-Bilālīya, eine Elle, die auf den basrischen Qādī Bilāl ibn Abī Burd (gest. 739) zurückgeht, auch „kleine Hāschimī-Elle“ genannt, = 60.055 cm.
- Dhirāʿ ad-dūr, „Häuser-Elle“ angeblich von dem kufischen Qādī Ibn Abī Lailā (gest. 765) eingeführt, war um 1 2/3 kleiner als die schware Elle, maß also 50,3 cm.
- Dhirāʿ al-hadīd, „Eisen-Elle“, diente im 15. Jahrhundert in Ägypten und im Hedschas als Tuch-Elle = 58,187 cm.
- adh-Dhirāʿ al-Hāschimīya, „haschimitische Elle“, sie soll ihren Namen seit dem Abbasiden al-Mansūr (reg. 754-75) führen. Die große haschimitische Elle misst ungefähr 66,5 cm, die kleine 60,055 cm.
- Dhirāʿ al-hindasa, wurde in Ägypten meist zum Messen indischer Tuche gebraucht. Heute ist dieses Längenmaß = 65,6 cm.
- adh-Dhirāʿ al-Istanbulīya, die Tuch-Elle von Istanbul, in Ägypten zum Messen europäischer Tuche benutzt, entspricht 68,579 cm.
- Dhirāʿ al-malik, entspricht der großen haschimitischen Elle, also 66,5 cm.
- adh-Dhirāʿ al-miʿmārīya, „Bau-Elle“, im Mittelalter 79,8 cm, im 19. Jahrhundert wurde sie in Angleichung an das metrische System auf 75 cm genormt.

M.H. Sauvaire erwähnt außerdem die Hand-Elle (ḏirāʿ al-yad). Nach seiner Berechnung entspricht sie 45,12 cm.

## Belege
1. ↑  Hinz: Islamische Masse und Gewichte. 1970, S. 55.
2. ↑  Sauvaire: Matériaux pour servir à l’histoire de la numismatique et de la métrologie musulmanes. 1886, S. 504.